# Rudolf Pflanz
Rudolf "Rudi" Pflanz (Ichenheim, 1 de julho de 1914 — Berck-sur-Mer, 31 de julho de 1942) foi um piloto de caça alemão da Luftwaffe e recebeu a Cruz de Cavaleiro da Cruz de Ferro durante a Segunda Guerra Mundial. Pflanz conquistou 52 vitórias aéreas (45 Supermarine Spitfire), todas na Frente Ocidental.

## Carreira
Pflanz nasceu em julho de 1914 em Ichenheim. Ele se juntou à Luftwaffe e em 1938 estava servindo no JG 131, que mais tarde foi redesignado Jagdgeschwader 2 (JG 2). Após a eclosão da guerra, Pflanz registrou sua primeira vitória em 30 de abril de 1940, compartilhando um avião de reconhecimento Potez 63/11 com dois outros pilotos de 3. Staffel. Sua próxima vitória foi em 14 de maio, quando abateu um bombardeiro Bristol Blenheim.

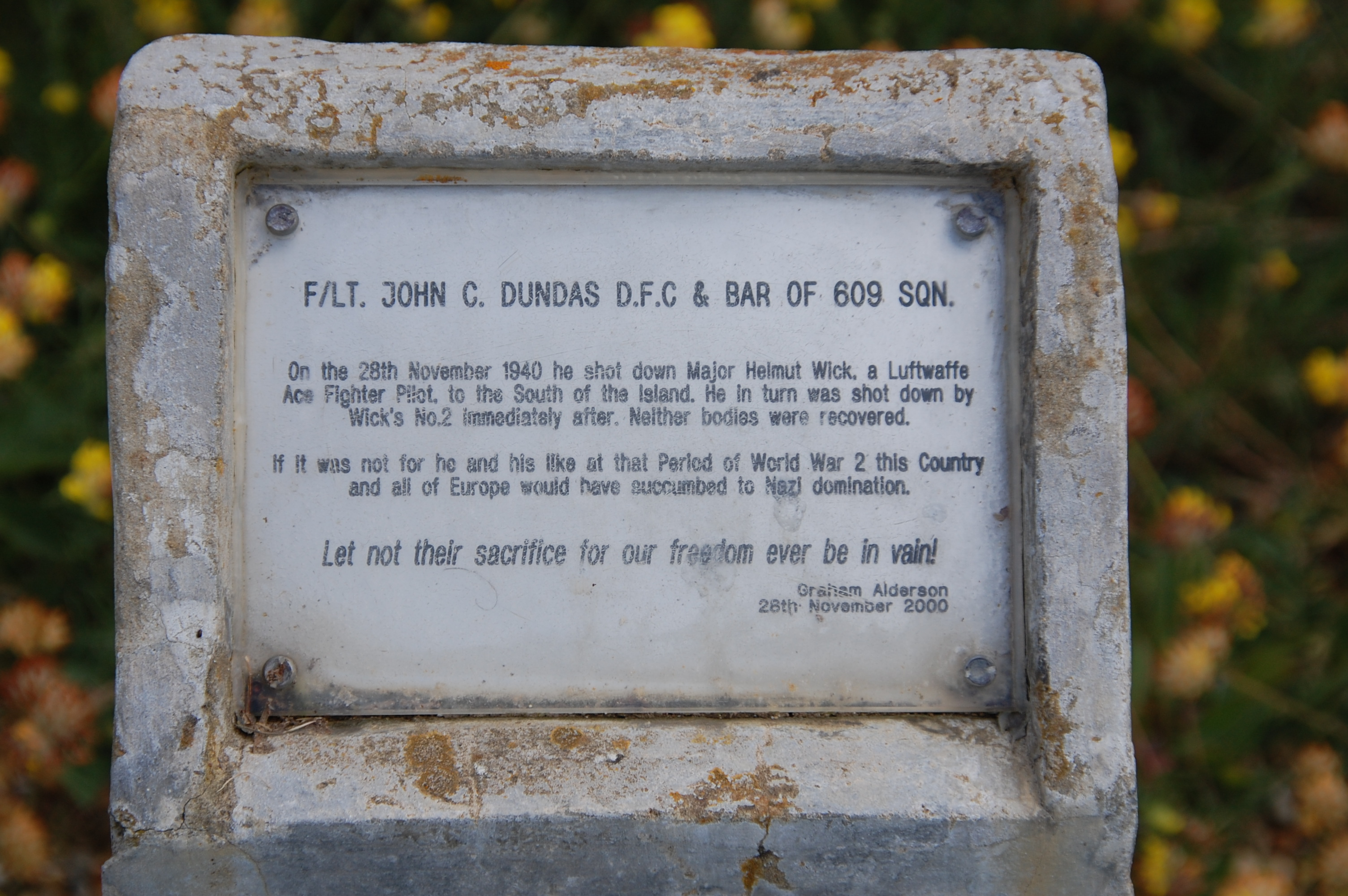
O monumento a Dundas na Ilha de Wight (2010)

Durante a Batalha da Grã-Bretanha, Pflanz foi ala do Major Helmut Wick no Stab I./JG 2, e em 28 de novembro de 1940 provavelmente derrubou o tenente de voo da Força Aérea Real (RAF) John Dundas do Esquadrão N.º 609 logo após Dundas ter abatido e matado Wick. No final de 1940, Pflanz teve oito vitórias.
Em 23 de julho de 1941, Pflanz reivindicou cinco Spitfires e um Hurricane abatidos, e consequentemente reivindicou o status de "ás num dia". O JG 2 reivindicou 29 caças da RAF naquele dia com mais 10 creditados ao JG 26. As perdas reais do RAF totalizaram 15 aeronaves, sugerindo um alto grau de reivindicação excessiva.
Depois de registrar sua 20.ª vitória, ele foi condecorado com a Cruz de Cavaleiro da Cruz de Ferro em 1 de agosto de 1941 e, no final do ano, seu total era de 23 vitórias. Oberleutnant Pflanz foi nomeado Staffelkapitän do 11./JG 2 em maio de 1942, uma unidade alta altitude equipada com o Bf 109 G-1 equipado com cockpits pressurizados. Em 5 de junho, ele reivindicou três Spitfires abatidos no Somme. Em 31 de julho de 1942, Pflanz foi morto enquanto enfrentava Spitfires do Esquadrão N.º 121 em Berck-sur-Mer, França. Antes de ser abatido e morto, ele destruiu um Spitfire. Pflanz está enterrado no cemitério de guerra em Bourdon, no Somme.
Ele foi promovido postumamente ao posto de Hauptmann. Pflanz foi creditado com 52 vitórias, todas registradas na Frente Ocidental, que incluiu 45 Spitfires.

## Condecorações
- Cruz de Ferro (1939)
  - 2ª classe (5 de maio de 1940)
  - 1ª classe (16 de setembro de 1940)
- Troféu de Honra da Luftwaffe (24 de julho de 1941)[1]
- Distintivo de Voo do Fronte da Luftwaffe (21 de abril de 1941)
- Cruz Germânica em Ouro (16 de julho de 1942) como Oberleutnant no I./JG 2[2]
- Cruz de Cavaleiro da Cruz de Ferro (1 de agosto de 1941) como as Oberleutnant e piloto no 1./JG 2[3][Notas 1]